# Hofanlage Eckfleth 5
Die Hofanlage Eckfleth 5 in Elsfleth-Eckfleth stammt aus dem 18. und 19. Jahrhundert.
 
Aktuell (2023) wird sie als Wohnhaus und landwirtschaftlich genutzt.
Die Gebäude stehen unter Denkmalschutz (siehe auch Liste der Baudenkmale in Elsfleth).

## Geschichte
Die Hofanlage auf einer Wurt und sehr tiefem Grundstück besteht aus
- dem eingeschossigen giebelständigen Wohn- und Wirtschaftsgebäude vom Ende des 18. Jahrhunderts als Zweiständer-Hallenhaus in Fachwerk mit Steinausfachungen, mit reetgedecktem, auf profilierten Knaggen vorkragendem Krüppelwalmdach und Niedersachsengiebeln sowie der Grooten Door mit Korbbogen; Wohnteil und der Wirtschaftsgiebel in Backstein um 1910 erneuert,[2]
- der eingeschossigen giebelständigen Scheune aus der ersten Hälfte des 19. Jahrhunderts in Fachwerk und Ankerbalkenkonstruktion, mit Steinausfachungen sowie mit reetgedecktem Walmdach, Niedersachsengiebeln und Kübbung an der östlichen Schmalseite,[3]
- dem eingeschossigen Stall aus der Mitte des 19. Jahrhunderts mit Satteldach,[4]
- dem eingeschossigen traufständigen Stall vom Ende des 19. oder Anfang des 20. Jahrhunderts in Fachwerk mit Steinausfachungen und Walmdach[5]
- sowie weiteren nicht denkmalgeschützten Nebenanlagen.

Das Landesdenkmalamt befand: „… geschichtliche Bedeutung … als beispielhafte Hofanlage der 1. Hälfte des 19. Jhs.“